# 莱克城 (佛罗里达州)
莱克城（英語：Lake City）位于美国佛罗里达州北部，是哥伦比亚县的县治。